# Templos afro-brasileiros
Templo afro-brasileiro, popularmente chamados de terreiros (do latim, terrarium), roças, casas de Candomblé, Batuque e tendas ou centros de umbanda, dentre outros nomes utilizados pela maioria das religiões afro-brasileiras. É o local onde se realizam os cultos cerimoniais e as oferendas aos orixás.
Desde 1975, o governo brasileiro protege os terreiros contra qualquer tipo de alteração de formação material ou imaterial. E em 2007, as pessoas do terreiro também foram reconhecidos oficialmente como um povo tradicional, enquadrando-se na política de desenvolvimento sustentável das comunidades tradicionais (PNPCT).

## História
Segundo o antropólogo Renato da Silveira, a Constituição Política do Império do Brasil, jurada em nome da Santíssima Trindade no dia 25 de março de 1824, tem como artigo quinto o seguinte dispositivo:
A religião Cathólica Apostólica Romana continuará a ser a religião do Império. Todas as outras religiões serão permitidas com seu culto doméstico, ou particular em casas para isso determinadas, sem forma alguma exterior do Templo.
Segundo Antonio Risério (de Salvador, Bahia):
Temos ao mesmo tempo, uma permissão e uma proibição. A permissão se dá na dimensão simbólico-ideológica: permite-se a existência de religiões que não a católica. A proibição, por sua vez, incide sobre a expressão física dessas religiões, em termos de seus locais de encontro e rito. Não se pode ter forma alguma exterior de templo. É uma proibição arquitetônica.

## Terreiro
O termo "terreiro", que provêm do latim "terrarium", nos cultos afro-brasileiros, é o local onde se realizam os cultos cerimoniais e são feitas oferendas aos orixás. Embora nem sempre de terra batida, o nome permanece como referência aos barracões e quintais onde as celebrações eram realizadas (atualmente chamados de templo afro-brasileiro). Geralmente, as comunidades de terreiros vivem uma realidade paralela às sociedades capitalistas, com uma concepção familiar a partir de suas deidades negras, fortificam a individualidade das pessoas sem afetar o coletivo e na maior parte das vezes, são realizadas por cantos e danças coreografadas que teatralizam os mitos heróicos de seus deuses e deusas, auxiliares de Oludumare (Deus, em yorubá).

### Candomblé
No Candomblé é como são geralmente conhecidos os templos de candomblé ou Espaço de Religião de Matriz Africana. Mas também são chamados de casas, roças e, dependendo da nação, podem ser chamados de barracões ou, ainda, pela palavra correspondente a casa nos vários idiomas africanos, ou seja:
- em iorubá, terreiro é ebê e casa é ilé. Normalmente escrevemos ilê porque é essa a pronúncia. Note-se que os nomes das casas sempre começam por ilê axé, que é o mesmo que "casa de axé".
- em fon, "casa" é cué
- em Angola, "casa" é inço ou cazuá.

## Barracão

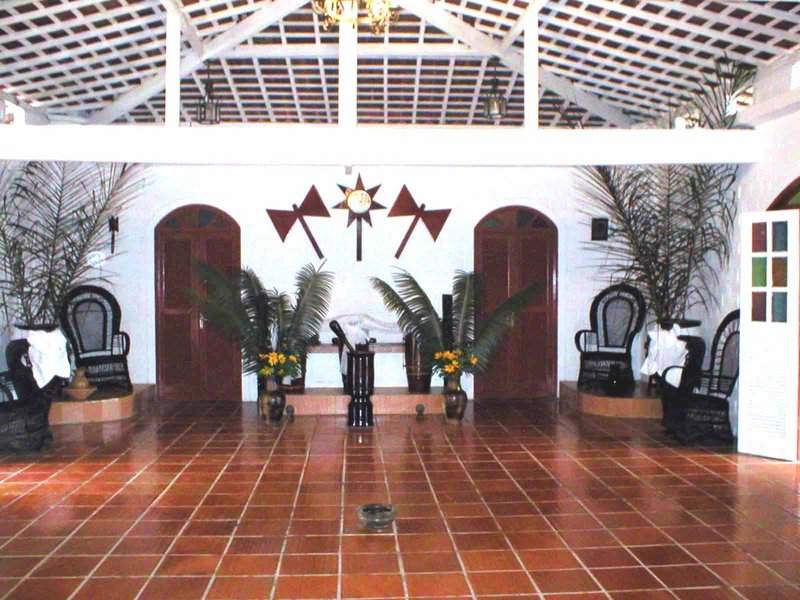
Barracão de Candomblé - Foto Clodomir Oxaguiã - Recife - Pernambuco

Barracão de um candomblé é o espaço onde são realizadas as festas públicas.
Também conhecido como Ilê Axé, é o local sagrado para o povo do santo, onde acontecem as festas públicas, e pode abrigar uma grande parte dos convidados. No local central (sob o solo) estão fixados, "plantados" os fundamentos do orixá da Terra. Todos os adeptos reverenciam seus orixás e ancestrais em sinal de respeito e amor.
O barracão também é usado para rituais de Sasanha, bori, ori e outras festas internas. Quando as festas silenciam, pode ser utilizado como um dormitório coletivo, onde esteiras são espalhadas pelo chão e cada um leva suas cobertas.

## Reconhecimento

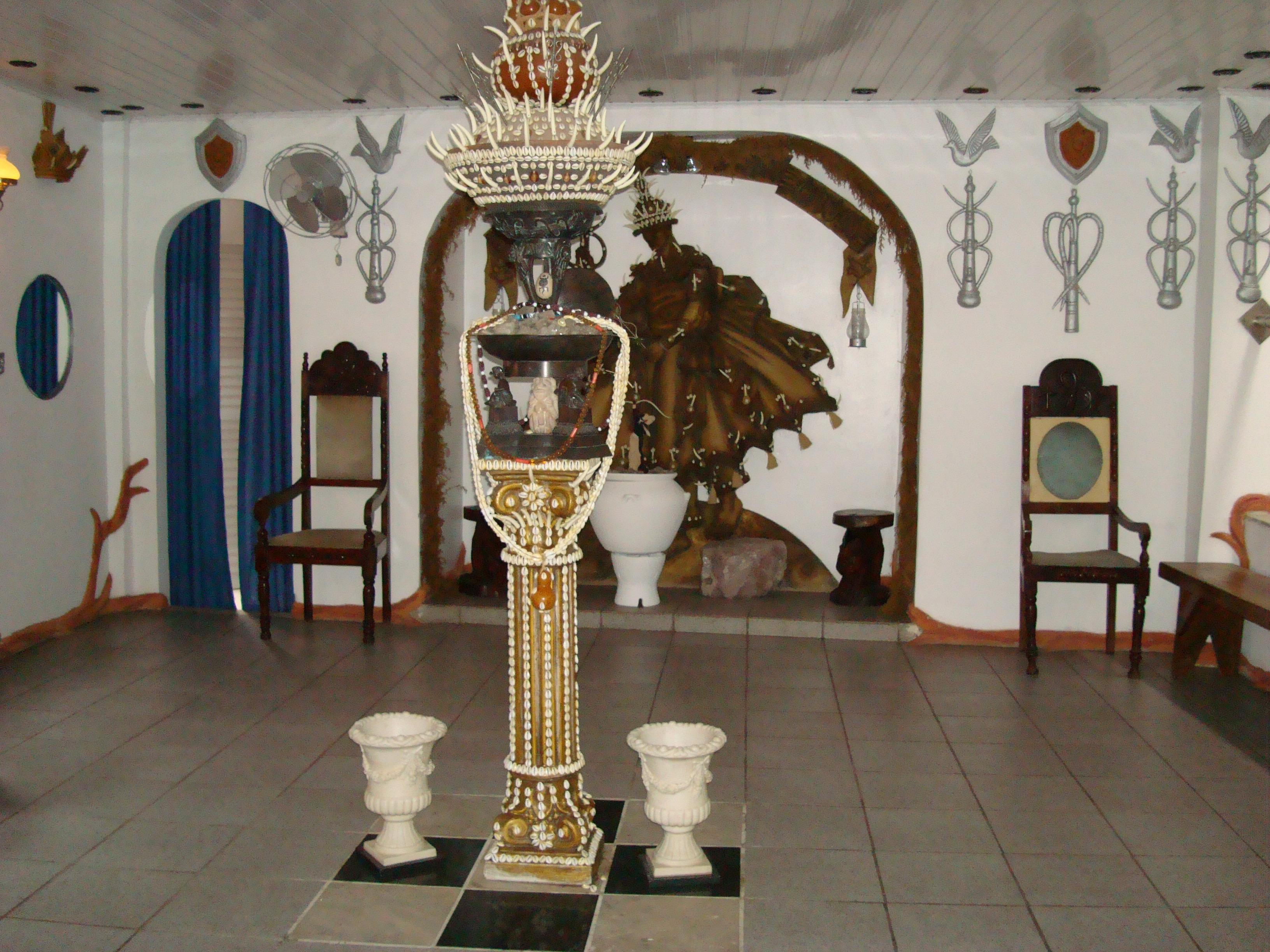
Barracão de Candomblé. Ilê Axé, Salvador, Bahia.

### Terreiros de candomblé tombados
Desde 1975, o governo Federal do Brasil protege os terreiros de candomblé contra qualquer tipo de alteração de sua formação material ou imaterial (via lei federal 6 292 de 15 de dezembro), onde Instituto do Patrimônio Histórico e Artístico Nacional (IPHAN) e o Instituto Patrimônio Artístico e Cultural da Bahia (IPAC) são os responsáveis pelo tombamento das casas.
T.=Tombamento e ano.
- Casa Branca do Engenho Velho T.1986 - Salvador, Bahia
- Ilê Axé Opô Afonjá T.1999 - Salvador, Bahia
- Terreiro do Gantois T.2002 - Salvador, Bahia
- Casa das Minas T.2002 - São Luís, Maranhão
- Terreiro Bate Folha T.2003 - Salvador, Bahia
- Casa de Oxumarê T.2004 - Salvador, Bahia
- Terreiro Pilão de Prata T.2004 - Salvador, Bahia
- Terreiro do Portão T.2004 - Lauro de Freitas, Bahia
- Terreiro do Alaqueto T.2005 - Salvador, Bahia
- Ilê Axé Opô Aganju T.2005 - Lauro de Freitas, Bahia
- Ilê Axé Ajagunã T.2005 - Lauro de Freitas - Bahia
- Terreiro Mokambo T.2006 - Salvador, Bahia
- Terreiro de Jauá T.2006 - Camaçari, Bahia
- Terreiro do Bogum - Salvador, Bahia
- Terreiro Pilão de Cobre - Salvador, Bahia
- Ilê Axé Ibá Ogum T.2007 - Vale da Muriçoca - Salvador, Bahia
- Kwé Ceja Houndé T.2014 - Cachoeira, Bahia
- Terreiro da Goméia - Lauro de Freitas, Bahia
- Casa de Nagô - São Luís, Maranhão

Pela sequência de tombamento, IPHAN:
- Ilê Axé Iá Nassô Ocá - Casa Branca T.1986, (Vasco da Gama)
- Ilê Axé Opô Afonjá T.1999, (São Gonçalo do Retiro)
- Casa das Minas T.2002 - São Luís, Maranhão
- Ilê Axé Omim Iá Iamacê - Gantois T.2002, (Federação)
- Inzo Manzo Banduquenquê - Bate Folha T.2003, (Mata Escura)
- Ilê Mariolaje - Olga de Alaqueto T.2005, (Luiz Anselmo)

Pela sequência de tombamento, IPAC:
- Terreiro São Jorge Filho da Gomeia Portão T.2004, (Lauro de Freitas)
- Ilê Axé Oxumarê T.2004, (Vasco da Gama) Salvador
- Terreiro Pilão de Prata T.2004, (Boca do Rio) Salvador
- Ilê Axé Opô Aganju T.2005, (Lauro de Freitas)
- Ilê Axé Ajagunã T.2005, Lauro de Freitas
- Ilê Axé Alabaxê T.2006, Maragojipe,
- Terreiro de Jauá T.2006, Camaçari

### População tradicional
Em 2007, os povos tradicionais, entre eles as pessoas do terreiro, foram reconhecidas pelo Governo do Brasil, que através da política nacional de desenvolvimento sustentável dessas comunidades (PNPCT), ampliou o reconhecimento feito parcialmente na Constituição de 1988, agregando aos indígenas e aos quilombolas outros povos tradicionais, a saber: ribeirinho, caiçara, castanheira, catador de mangaba, retireiro, cigano, cipozeiro, extrativista, faxinalense, fecho de pasto, geraizeiro, ilhéu, isqueiro, geraizeiro, morroquiano, pantaneiro, pescador artesanal, piaçaveiro, pomerano, terreiro, quebradeira de coco-babaçu, seringueiro, vazanteiro e, veredeiro. Aqueles que mantêm um modo de vida primordial, intimamente ligado aos recursos naturais e ao meio ambiente em que vivem.
Assim, todas as políticas públicas decorrentes da PNPCT beneficiarão oficialmente o conjunto das populações tradicionais..